# Левин, Михаил Аронович
Михаи́л Аро́нович Ле́вин (1903, Гомель — 1975, Москва) — советский военачальник, генерал-лейтенант Советской Армии.
Родился с еврейской пролетарской семье. В РККА с 1920 год. Окончил Военно-воздушную академию. В 1933—1934 годах являлся членом комиссии от ВВС РККА по закупке во Франции лицензий на производство авиационных двигателей Hispano-Suiza 12Y (М-100) и Гном-Рон 14K Mistral Major (М-85). В 1940—1946 годы начальник управления Главного штаба ВВС. Уволен в отставку в 1952 году.

## Награды
- Орден Ленина — 1945
- 2 ордена Красного Знамени — 1944, 1950
- Орден Отечественной войны I степени — 1945
- Орден Отечественной войны II степени — 1944
- 2 ордена Красной Звезды — 1933, 1943